# Rudolf Göhmann
Rudolf Göhmann (* 16. April 1921; † 14. März 2014) war ein deutscher Rechtsanwalt, Notar und Namensgeber der international aufgestellten Wirtschaftskanzlei Göhmann.

## Leben
Geboren 1921 in der Frühzeit der Weimarer Republik, erlebte Rudolf Göhmann noch als Kind und zuletzt als junger Mann die Zeit des Nationalsozialismus und den Zweiten Weltkrieg, bevor er – noch in der Britischen Besatzungszone – 1947 sein Studium der Rechtswissenschaften an der Rechts- und staatswissenschaftlichen Fakultät an der Universität Göttingen mit einer maschinenschriftlichen Dissertation beenden konnte, zum Thema Die Eidesverletzungen im Landgerichtsbezirk Göttingen in den Jahren 1920–1942.
Kurz nach der Gründung der Bundesrepublik Deutschland trat Göhmann 1949 in der durch die vorhergehenden Luftangriffe auf Hannover zu großen Teilen zerstörten niedersächsischen Landeshauptstadt in die ursprünglich bereits 1925 in Hannover gegründete Kanzlei von Paul Heesen ein.
1957 wurde Göhmann in den Vorstand des Rechtsanwalts- und Notarvereins Hannover e.V. gewählt, amtierte dort als Vorstandsvorsitzender in den Jahren 1973 bis 1977, zeitweilig parallel von 1965 bis 1973 im Vorstand des Deutschen Anwaltvereins, bevor er sich von 1976 bis 1980 als Vorsitzender des Niedersächsischen Anwalts- und Notarverbandes betätigte.
Der auch außerhalb anwaltlicher Interessenvertretung ehrenamtlich engagierte Rechtsanwalt und Notar 
war zudem von 1962 bis 1988 Mitglied der Landessynode des Evangelisch-lutherischen Landeskirche Hannovers.
Rudolf Göhmann war nicht zuletzt eineinhalb Jahrzehnte von 1977 bis 1993 Mitglied des Niedersächsischen Staatsgerichtshofes. Schon zuvor war er 1974 mit der Verleihung des Verdienstordens am Bande der Bundesrepublik Deutschland geehrt worden und erhielt 1980 zudem das Bundesverdienstkreuz 1. Klasse.
Die Deutsche Anwaltschaft würdigte Rudolf Göhmann 1981 mit der Verleihung der Ehrennadel.